# Chichibunomiya Rugby Stadium
Chichibunomiya Rugby Stadium (秩父宮ラグビー場 Chichibunomiya Ragubī-jō?) también llamado Prince Chichibu Memorial Stadium, anteriormente Estadio de rugby de Tokio, es un estadio de rugby situado en el barrio de Minato en Tokio, Japón. Posee una capacidad para 27.000 personas y es la casa de la Japan Rugby Football Union, y por consiguiente de la selección de rugby de Japón. Además es sede de los NTT Shining Arcs de la Top League.
El estadio fue inaugurado en 1947 y fue una de las sedes de la competencia de fútbol en los Juegos Olímpicos de Tokio 1964. Será también una de las sedes de la Copa Mundial de Rugby de 2019.